# 史延德
史延德（?—?），宋朝初年将领。
宋太祖伐后蜀，命王全斌担任凤州路行营前军兵马都部署，崔彦进担任副都部署，王仁赡担任都监，龙捷右厢都指挥使史延德担任马军都指挥使，虎捷右厢都指挥使张万友充步军都指挥使，率禁兵三万人、诸州兵二万人分路讨伐。史延德上奏：“西川一方，傥在天上，人不能到，固无可奈何。若在地上，以今之兵力，到即平矣。”宋太祖对他说：“汝等真的敢如此，我又有何忧。”964年十二月，先锋史延德进军三泉，败蜀军数万，后蜀招讨使韩保正放弃兴元，守西县。依山背城结阵自固，被史延德所破。王保正逃跑，被史延德擒获。又擒获副使李进，获粮三十余万斛。王全斌遣史延德分兵出来苏，造浮梁于江上，王昭远听说史延德至清强，引兵撤退，在汉源坡结阵，留其偏将守剑门。史延德北击剑门，与王全斌夹攻，王昭远逃走被擒，宋军克剑州，杀蜀军万余人。